# 滁阳街道
滁阳街道是中华人民共和国安徽省滁州市琅琊区下辖的一个街道办事处。

## 行政区划
滁阳街道下辖以下村级行政区划单位：
营房社区、沿河社区、雷桥村、团山村、沙岗村、滁阳社区和陈湾村。